# Мельшпайзе

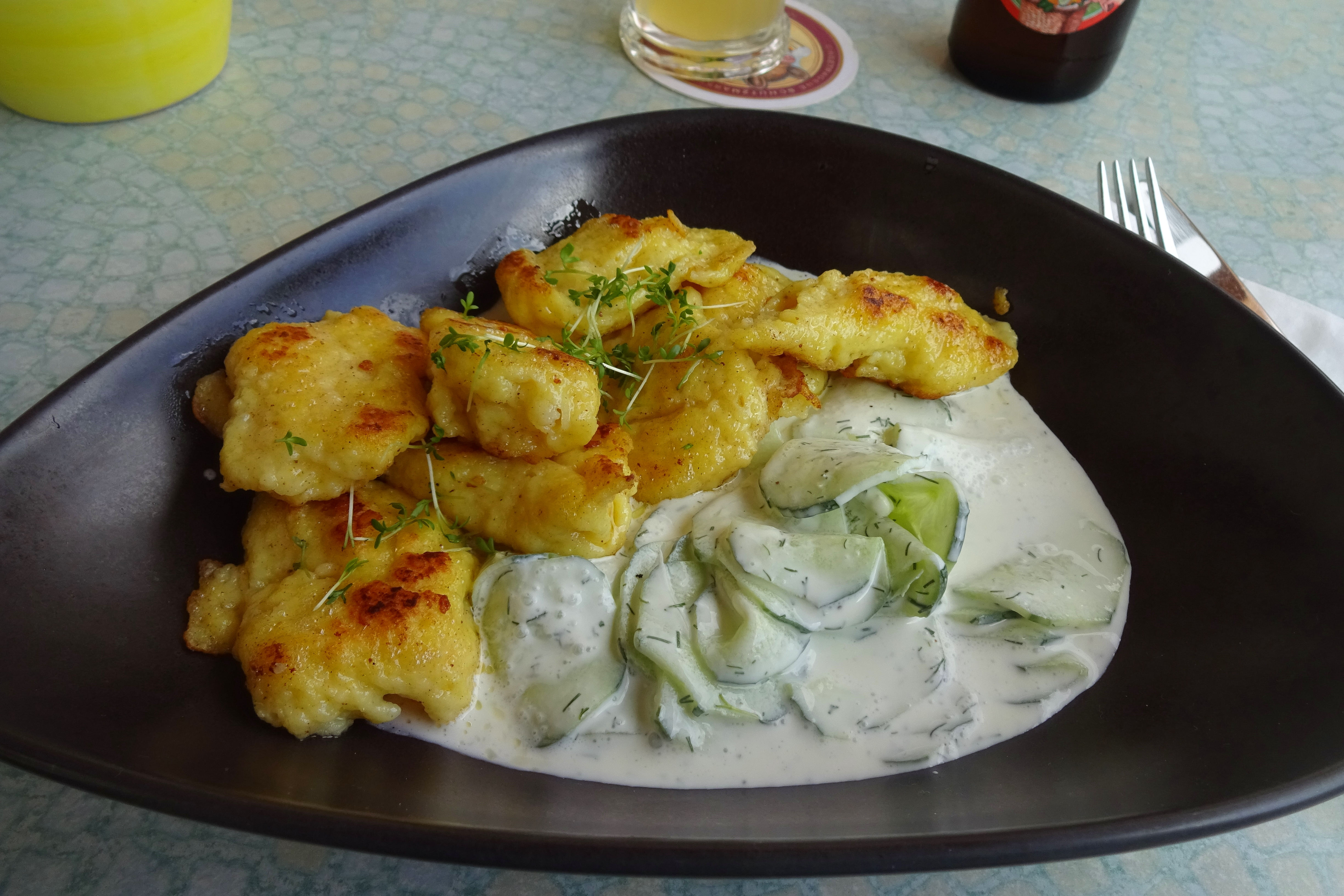
Борошняні галушки по-Франконськи з огірковим салатом

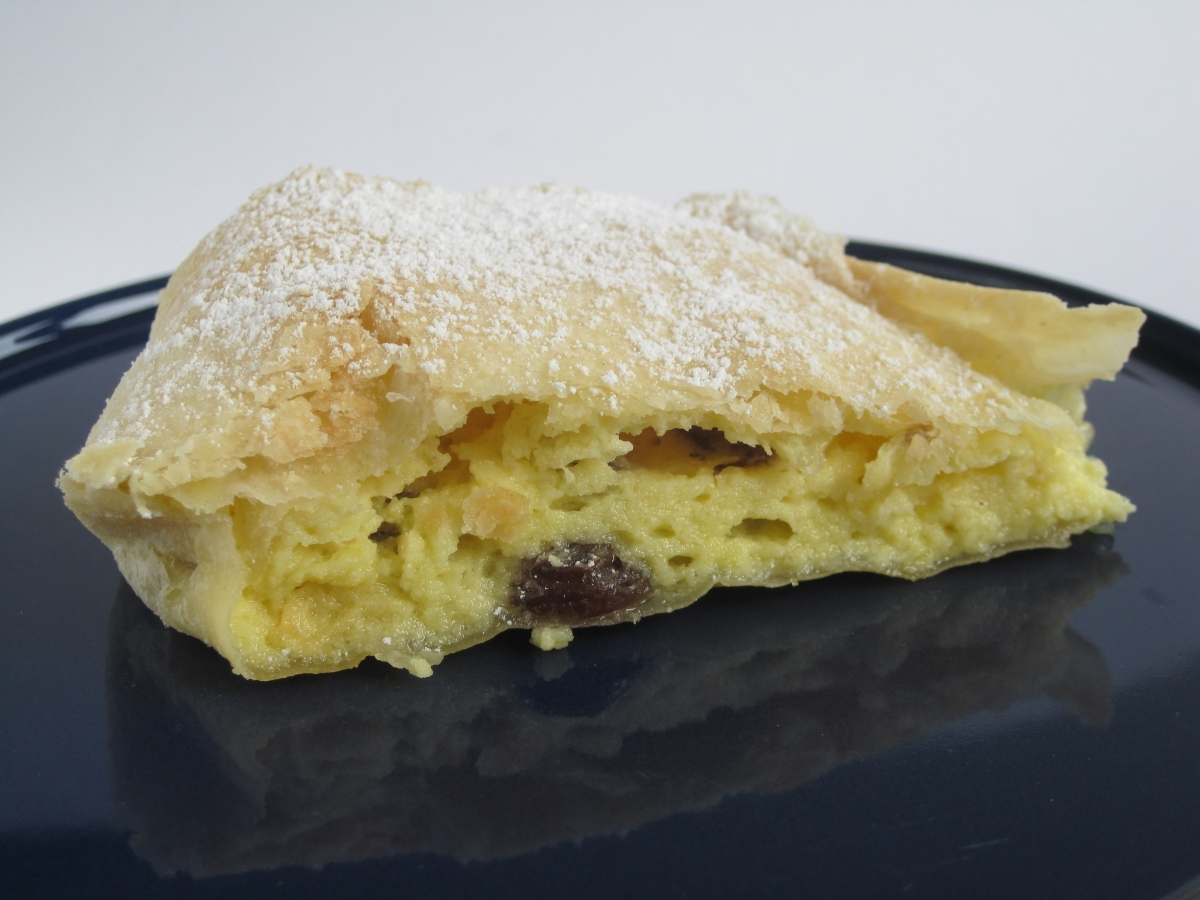
Сирний штрудель

Мельшпайзе (нім. Mehlspeise — букв. «борошняна страва») — поняття в старобаварській та австрійській кухні, що об'єднує різноманітні солодкі та солоні страви, основним інгредієнтом яких є борошно, в тому числі: шмаррн, штрудель, пончики, галушки та кнедлики, локшину, каші, запіканки та пудинги. Мельшпайзе готують з борошна або продуктів, вироблених з борошна, молока, вершкового масла, яєць. До мельшпайзе не належать хліб, хлібобулочні вироби та випічка.
Спочатку «мельшпайзе» називалися ситні основні страви з борошна та інших зернових і крохмалемістких продуктів (манної крупи, рису, картоплі та білого хліба), що не містять м'яса. Мельшпайзе появились на юге Германии и в Австрии в XVI веке та були необхідні католикам, щоб дотримуватися постів, що тривали близько 150 днів на рік, коли віруючим заборонялося їсти м'ясо, а риба часто була не по кишені. На рубежі XX століття ситні селянські страви були адаптовані віденською кухнею в якості солодких десертних страв.